# Propos sur le bonheur
Propos sur le bonheur est un ouvrage du philosophe Alain, publié en 1925 à Nimes. La publication originale a été réalisée dans les Cahiers du Capricorne (une édition augmentée a été publiée en 1928 chez Gallimard). C'est une anthologie thématique, qui a été composée par un tiers, avec l'assentiment de l'auteur, en rassemblant un certain nombre de propos (93, dans l'édition définitive) parus précédemment dans la presse. Elle traite du bonheur et des moyens d'accès à ce dernier.

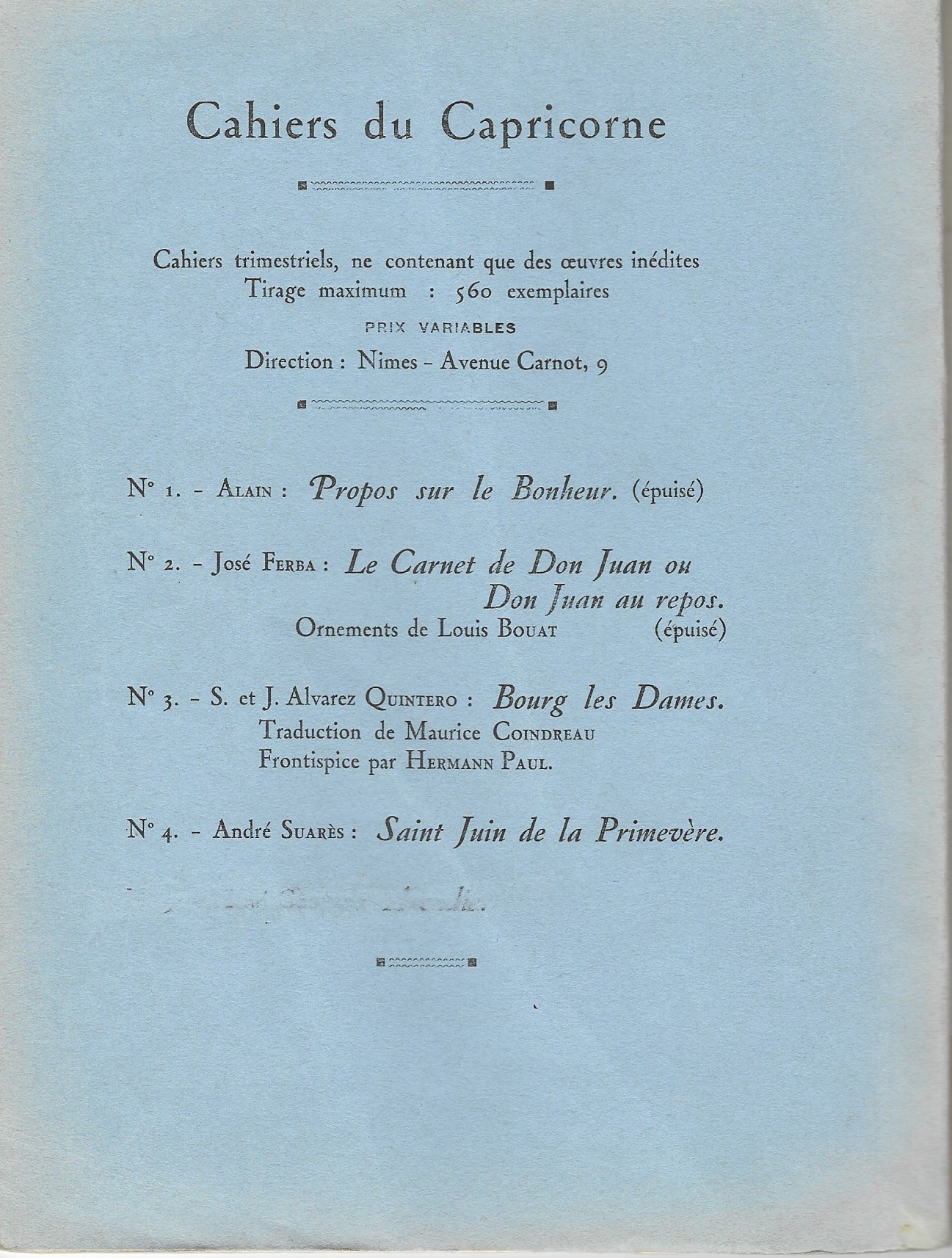
Publication des propos sur le bonheur, premier ouvrage édité par les Cahiers du Capricorne à Nimes.

## Structure
Les Propos sont divisés en des chapitres brefs, de deux pages et demi au maximum. Ils commencent souvent ou sont maillés d'illustrations issus de la vie ou d'observations de l'auteur. En cela, les Propos sont caractéristiques du genre littéraire et philosophique des « Propos », qu'Alain a utilisé tout au long de sa vie (plus de 5 700 ont été écrits).

## Contenu

### Action
Si la philosophie a souvent minoré l'action physique, Alain la considère comme une des clefs de la vie bonne. L'action permet de vider l'esprit lorsqu'un tourbillon intérieur le frappe. Il prend ainsi l'exemple des musiciens, et relève qu'ils sont angoissés avant d'entrer sur scène, mais sont délivrés de la peur une fois qu'ils jouent. Cela est dû, selon lui, à ce que « ce n’est point la pensée qui nous délivre des passions, mais c’est plutôt l’action ».
De ce fait, Alain nous invite, « dans les moments d’anxiété, [à ne point essayer] de raisonner, car votre raisonnement se tournera en pointes contre vous-mêmes ». Il conclut qu'« ainsi, le maître de philosophie vous renvoie au maître de gymnastique ».

### Ambitions
Le philosophe aborde le sujet de l'ambition. Il soutient que chacun peut arriver à ses fins, avec beaucoup d'ambition, une ténacité élevée, un goût de l'effort, et en appliquant des principes plus ou moins éthiques, comme la flatterie. Ainsi, « tous ceux qui veulent s’enrichir y arrivent. Cela scandalise tous ceux qui ont rêvé d’avoir de l’argent, et qui n’en ont point. Ils ont regardé la montagne ; mais elle les attendait. L’argent, comme tout avantage, veut d’abord fidélité ».
Il traite de la question de l'ambition de ceux qui souhaitent détenir le pouvoir. Il considère que la recherche des honneurs mène à la tristesse, qu'il s'agit d'une passion, et qu'on ne peut arriver à maîtriser ces passions « que par un long détour de doctrine, comme celui qui est assez sage pour ne point rechercher les honneurs, afin de ne pas être entraîné à les désirer ». 
L'auteur fait référence à un mythe cité dans la République de Platon, selon lequel toutes les âmes se retrouvent dans une grande prairie, et choisissent un sac qui contient ce qu'ils vivront dans leur prochaine vie (être roi, être riche, etc.). Le choix, dit Alain, n'est pas anodin : « Celui qui a choisi ambition n’a pas cru choisir basse flatterie, envie, injustice ; mais c’était dans le paquet ».

### Corps et esprit
Alain s'oppose au dualisme entre le corps et l'esprit. Observant les progrès de la médecine de son temps, il remarque que ce que l'on croit être des maux de l'esprit peuvent être réglés par le corps, et vice versa. Il recommande ainsi la gymnastique, en prenant exemple sur les Romains. Il définit la gymnastique comme « l’empire de la droite raison sur les mouvements du corps ».

### Destin et détermination
Si les Anciens ont cru au destin et à la prédestination, les Modernes, établit Alain, ont eu tendance à chercher les causes. Les causes produisent des effets ; si les causes changent, les effets seront différents ; donc, il ne peut y avoir de destin. Alain remarque qu'il y a nombre de « sorciers » qui ont fait leur fortune par le sentiment de vertige qui nous prend au sujet de l’avenir. 
Toutefois, Alain accepte qu'il puisse y avoir une destinée, dès lors que c'est l'homme qui lui-même fait les causes. Il écrit par conséquent : « On peut aussi appeler destinée cette puissance intérieure qui finit par trouver passage ». 

### Épingle et causes des maux
Dès le premier propos, Alain aborde la question des causes des maux. Il remarque que la nourrice, ne comprenant pas les pleurs du petit enfant, cherche des explications fantaisistes, alors que le bébé est simplement assis sur une épingle. L'épingle renvoie chez Alain aux causes véritables et cachées, ou alors au nœud du problème. Il conclut : « ne dites jamais que les hommes sont méchants ; ne dites jamais qu’ils ont tel caractère. Cherchez l’épingle ». 

### Imagination
Notre imagination nous permet d'ajouter ce qui n'existe pas à ce qui existe ; mais en y pensant, on le fait exister pour nous. « Il y a pourtant assez de maux réels ; cela n’empêche pas que les gens y ajoutent, par une sorte d’entraînement de l’imagination ». Nous avons tous de quoi nous plaindre de notre existence, affirme Alain, mais il faut s’entraîner soi-même, plaider pour soi-même, en devenant de « joyeux poètes ».

### Mort
Le philosophe soutient que les morts ne sont pas morts tant qu'on continue de penser à eux. Ils vivent en nous, et pensent en nous. Ainsi, lorsque nous voyons un tombeau, il faut y voir la vie et non pas la mort, car le tombeau renvoie à notre propre vie. Alain remarque : « J’ai regardé hier une tige de lilas dont les feuilles allaient tomber, et j’y ai vu des bourgeons ».

### Politique et guerre
Alain profite de certains propos pour relier les questions du bonheur et des passions à celle de la guerre et de la paix. Considérant la domination des passions comme un état second de l'homme, où celui-ci ne peut plus penser droitement, il soutient que la Première Guerre mondiale eut lieu parce que « hommes importants furent tous surpris ; d’où ils eurent peur » ; or, « celui qui a peur n’écoute point les raisons ».
Dans un autre propos, il voit l'origine de la Grande guerre dans l'ennui et dans la peur de l'autre. Cette peur, transformée en une passion incontrôlable, ne peut s'évider que dans l'action du combat, qui la concrétise. Ainsi, « La vraie cause de la guerre est certainement l’ennui d’un petit nombre [...] Il se pourrait bien que la guerre fût le seul remède à la théologie dialectique. Tous ces mangeurs d’ombres finissent toujours par nous conduire à la guerre, parce qu’il n’y a au monde que le danger réel qui guérisse de la peur ». 

### Peur de la maladie et de la mort
Alain affirme que le fait de penser qu'on est malade, ou de savoir qu'on est malade, nous rend doublement malade. Contempler la mort nous tue par avance, d'autant plus que, « dans l’imagination des survivants, les morts ne cessent jamais de mourir ».
Cela est paradoxal, car il est logique de se préoccuper de la maladie pour mieux la combattre. Alain conclut : « Je vois bien que la crainte nous conduit à combattre la maladie par le régime et les remèdes ; mais quel régime et quels remèdes nous guériront de craindre ? ».

### Religion
Alain se montre dubitatif vis-à-vis du surnaturel, ainsi que de la possibilité pour Dieu d'être. Il soutient que « la superstition consiste toujours, sans doute, à expliquer des effets véritables par des causes surnaturelles ». 
Au sujet de la prière, il remarque qu'elle sert à supporter plus facilement les malheurs, car le croyant s'en remet à une puissance supérieure. Il écrit ainsi que la prière est un « opium d’imagination qui nous détourne de compter nos malheurs ».

### Temps
Le philosophe aborde la question du temps et de comment nous vivons à travers lui. Faisant explicitement référence aux stoïciens, il écrit que « Nous n’avons [...] que le présent à supporter. Ni le passé, ni l’avenir ne peuvent nous accabler, puisque l’un n’existe plus, et que l’autre n’existe pas encore ».

### Travail
Alain aborde plusieurs fois le sujet du travail. Il veut en faire un jugement équilibré, et considère que « le travail est la meilleure et la pire des choses ; la meilleure, s’il est libre, la pire, s’il est serf ». Il critique l'intervention du supérieur hiérarchie dans les processus de production, qui retirent du plaisir de créer aux employés. Il soutient que le travailleur n'est jamais aussi heureux et fier que quand il a construit par lui-même.

### Tristesse
Le philosophe se réclame de René Descartes et affirme que Les Passions de l'âme sont le traité le plus important, et le plus oublié, de l'auteur. Il considère que Descartes a vu juste en soutenant que la tristesse est le fait d'une physiologie mal disposée. Il admet que, lors d'une phase dépressive, l'esprit se torture tout seul : « toutes les flèches sont lancées par vous et reviennent sur vous ; c’est vous qui êtes votre ennemi ». On se retrouve seul face à notre conscience, notamment la nuit, ce qui permet à nos passions tristes de nous dévorer. L'homme devient esclave de lui-même : « C’est ma pensée même qui est empoisonnée ; mes propres raisonnements sont contre moi ». 
Considérer que la tristesse est due à une physiologie mal disposée permet de s'en détacher ; car dès lors qu'on la considère « comme un cor au pied », on peut « casser » les ailes de la tristesse pour la renvoyer dans le corps. La tristesse devient alors une stupeur muette. Cela exige un travail sur soi par soi. Alain affirme qu'« on peut se délivrer en se disant, justement, que tristesse n’est que maladie, et doit être supportée comme maladie, sans tant de raisonnements et de raison ». Il conclut que « nos fautes périssent avant nous ; ne les gardons point en momies ».

### Vie en société
Alain a un regard positif sur la société, et se considère lui-même comme un optimiste. Il considère que l'hypocrisie propre à la société est positive en ce qu'elle permet à chacun d'en extraire un peu de bien être. Il conclut : « C’est pourquoi la vie de société, les visites, les cérémonies et les fêtes sont toujours aimées ; c’est une occasion de mimer le bonheur ; et ce genre de comédie nous délivre certainement de la tragédie ; ce n’est pas peu ».

### Volonté de bonheur
« Penser, c'est vouloir ». Voilà un des traits de la philosophie d'Alain exprimée dans ce texte. Le bonheur n'est pas pour lui un fruit dont on goûterait et jugerait de sa valeur : le bonheur se veut, alors, il peut se faire. Citant Hegel, qui affirme que l'âme immédiate est comme enveloppée de tristesse, Alain nous dit « Il faut que le fouet du maître arrête tous ces hurlements de chiens », et se délivrer du désespoir par l'action. Car c'est l'action qui nous libère de cette complainte. Lorsque le cerveau nous rend tristes, « scier du bois » même est une bonne manière d'oublier cette tristesse.